# Аван-и
«Аван-и» — чувашская молодёжная контркультурная газета, издававшаяся в Чебоксарах с 1990 по 1994 годы. Согласно рейтингу, опубликованному газетой «Чӑвашъен», в 1993 году «Аван-и» была самым цитируемым и обсуждаемым изданием Чувашской Республики.

## История
Газета была основана известным чувашским драматургом и прозаиком Борисом Чиндыковым. Первый её номер вышел в октябре 1990 года. Большинство материалов печаталось на чувашском языке, часть — на русском.
Публикации «Аван-и» носили разносторонний характер. В них освещались острые вопросы культурной и политической жизни Чувашской Республики, печатались произведения молодых авторов, работавших в самых различных жанрах — от бытовой мистики до эротических очерков.
В 1992 году часть материалов газеты начала выходить на латинице, однако вскоре от эксперимента решено было отказаться.
Осенью того же года главным редактором «Аван-и» стала Оксана Леонтьева. В начале 1994 г. её сменил писатель Ион Шереметь. Бессменным бильд-редактором издания был Г. Н. Иванов-Орков.
Издание газеты было прекращено в мае 1994 года. Всего было выпущено 86 номеров.

## Мнения
В целом «Аван-и» выступала по отношению к прежнему понятию «творчество молодых» как своего рода м е т а т е к с т, ироничный, провоцирующий, чуть циничный, но благодаря своей откровенной (царапающей душу) манере выражаться помогающий молодым избавляться от коросты лжи.Атнер Хузангай